# ガヴィナ (潜水艦)
ガヴィナ (USS Guavina, SS/SSO/AGSS/AOSS-362) は、アメリカ海軍の潜水艦。ガトー級潜水艦の一隻。艦名は西インド諸島、中部大西洋に生息するカワアナゴ科の一種ガヴィナに因む。

## 艦歴
ガヴィナは1943年3月3日にウィスコンシン州マニトワックのマニトワック造船で起工する。8月29日にマリー・ローエンの手によって進水し、艦長カール・タイデマン少佐（アナポリス1933年組）の指揮下12月23日に就役する。整調後、ガヴィナは浮きドックに入れられたまま曳船ミネソタによってミシシッピ川を下り、1944年1月24日にニューオーリンズに到着した。その後ニューオーリンズとパナマ運河地帯のバルボアで訓練演習を行い、4月5日に真珠湾に到着。ここで第1の哨戒の準備を行った。

### 第1の哨戒 1944年4月 - 5月
4月6日、ガヴィナは最初の哨戒で小笠原諸島方面に向かった。4月19日、北緯30度20分 東経140度23分 / 北緯30.333度 東経140.383度の鳥島近海でトロール船を発見し、魚雷を3本発射して1本が命中したものの不発だった。4月22日の明け方には、北緯27度37分 東経141度46分 / 北緯27.617度 東経141.767度の地点でデッキに材木と貨物を搭載していた2隻の475トン級トロール船をレーダーで探知した上で接近し、砲撃で1隻を撃沈。4月25日朝には北緯28度55分 東経140度25分 / 北緯28.917度 東経140.417度の地点で大型輸送船を発見し、魚雷を4本発射したが命中せず、続いて魚雷をもう3本発射してすべてを命中させ、23発の爆雷攻撃に遭ったものの目標は沈没したと判断された。
翌4月26日朝、北緯28度42分 東経141度26分 / 北緯28.700度 東経141.433度の地点で中型輸送船3隻、小型輸送船1隻、護衛艦3隻の7隻からなる輸送船団を発見。このうちの2隻に対して魚雷を3本ずつ計6本発射し、1隻には3本すべてが命中し、別の爆発音から、もう1隻にも魚雷が2本命中したと判断された。しかし、護衛艦の制圧を受け、その様子を観察できず潜航した。一連の攻撃で、輸送船「能代丸」（川崎汽船、2,333トン）を撃沈した。5月21日から26日までは、ウェーク島沖で空襲を行ったB-24の支援任務に従事した。5月28日、52日間の行動を終えてマジュロに帰投した。

### 第2の哨戒 1944年6月 - 7月
6月20日、「ガヴィナ」は2回目の哨戒でパラオ方面に向かった。7月3日13時24分ごろ、北緯08度02分 東経131度36分 / 北緯8.033度 東経131.600度の地点でセパ01船団を発見する。駆潜艇2隻と海防艦2隻を伴った輸送船「多摩丸」（日本郵船、3,052トン）で構成されたセパ01船団に対し、「ガヴィナ」は攻撃可能位置に入るため追跡を行い、翌7月4日3時48分に北緯07度50分 東経133度40分 / 北緯7.833度 東経133.667度のパラオ西水道入口140km地点に至ったところで魚雷を4本発射。このうち1本が「多摩丸」の左舷側に命中し、3時59分に沈没した。「ガヴィナ」は攻撃後に3時間潜航を続け、18発の爆雷および8発の対潜爆弾を投じられたが全て回避した。6時43分に浮上して改めて戦果を確認した。この前後、7月2日から21日までヤップ島近海で救助任務に従事し、撃墜されたB-25パイロットを12名救助し、マヌス島ゼーアドラー湾でパイロットを降ろした。7月31日、42日間の行動を終えてブリスベンに帰投した。

### 第3、第4の哨戒 1944年8月 - 12月
8月16日、「ガヴィナ」は3回目の哨戒でミンダナオ島方面に向かった。8月23日にゼーアドラー湾に寄港。8月31日、北緯05度54分 東経124度49分 / 北緯5.900度 東経124.817度のサランガニ島近海で2隻の沿岸汽船を発見し、海岸際まで追いかけて最終的に破壊した。担当海域に到着後、ダバオ湾南方とモルッカ海の北方で救助任務に従事した。救助任務を終えた後、9月15日に北緯05度34分 東経125度23分 / 北緯5.567度 東経125.383度のミンダナオ島沿岸で座礁している「第3号輸送艦」を発見。「ガヴィナ」は「第3号輸送艦」を香取型巡洋艦と判断していた。最初の攻撃で魚雷を6本発射し、4本を命中させた。二度目の雷撃では2本発射するも命中せず。「第3号輸送艦」は炎上していたが沈没の気配を見せなかったため、「ガヴィナ」は止めの魚雷を1本ずつ計4本発射してすべて命中させ、ようやく撃沈した。翌9月16日にも北緯05度12分 東経124度32分 / 北緯5.200度 東経124.533度の地点で小型トロール船を発見し、魚雷を1本ずつ計2本発射したが命中しなかった。9月29日、44日間の行動を終えてブリスベンに帰投した。
10月27日、「ガヴィナ」は4回目の哨戒で南シナ海に向かった。11月5日にダーウィンに寄港して燃料油、潤滑油と清水を補給。哨区に入ったあとの11月15日夜、北緯12度28分 東経120度50分 / 北緯12.467度 東経120.833度のミンドロ海峡で輸送船団を探知。魚雷を1本ずつ計3本発射し、2本の魚雷が命中した目標は沈没したと判定される。アメリカ側記録では、「ガヴィナ」のこの攻撃で、シマ04船団に加入していた輸送船「豊丸」（中川汽船、2,704トン）を撃沈したとするが、日本側記録では、シマ04船団は前日11月14日に第38任務部隊（ジョン・S・マケイン・シニア中将）の艦載機による空襲を受けており、「豊丸」は10時44分ごろに沈没したとある。11月22日には、北緯10度18分 東経114度15分 / 北緯10.300度 東経114.250度の南沙諸島長島沖で漂泊中の輸送船「同和丸」（日東汽船、1,916トン）を発見し、ここでも魚雷を1本ずつ計2本発射して、2本とも命中させて19時45分に撃沈した。この近辺には、「フラウンダー (USS Flounder, SS-251) 」の攻撃を受けて大破し漂流していた輸送船「暁山丸」（拿捕船、5,698トン）がいた。11月23日、「ガヴィナ」は北緯10度22分 東経114度22分 / 北緯10.367度 東経114.367度の地点で漂流中の「暁山丸」を発見し、魚雷を1本ずつ計3本発射して1本を命中させて撃沈した。11月28日には北緯12度52分 東経109度29分 / 北緯12.867度 東経109.483度のインドシナ半島ヴァレラ岬沖で輸送船団を発見し、魚雷を3本発射して2つの爆発を聴取し輸送船撃沈と判定されたが、反撃を受けて退散した。12月11日から17日まではカムラン湾沖で哨戒を行った。12月18日には北緯11度20分 東経109度28分 / 北緯11.333度 東経109.467度の地点で2隻の海防艦を発見して魚雷を計6本発射したが、命中しなかった。12月27日、60日間の行動を終えてフリーマントルに帰投。艦長がラルフ・H・ロックウッド少佐（アナポリス1938年組）に代わった。

### 第5、第6の哨戒 1945年1月 - 5月
1945年1月23日、「ガヴィナ」は5回目の哨戒で「パンパニト (USS Pampanito, SS-383) 」「ベクーナ (USS Becuna, SS-319) 」「ブレニー (USS Blenny, SS-324) 」とウルフパックを構成し南シナ海に向かった。2月6日、「ガヴィナ」は「パンパニト」の報告で近辺に獲物があることを知り、予想進路上で待機した。翌2月7日、「ガヴィナ」は北緯06度58分 東経106度08分 / 北緯6.967度 東経106.133度の地点で南号作戦のヒ88D船団が北上してくるのを発見し、4時54分ごろに魚雷を6本発射してタンカー「大暁丸」（大阪商船、6,892トン）に3本を命中させ大暁丸を撃沈し、その他「4,000トン級輸送船を撃破した」と判定された。同じ日の夜には北緯06度33分 東経104度31分 / 北緯6.550度 東経104.517度の地点で護衛艦に向けて魚雷を1本だけ発射したが、回避された。翌日「ガヴィナ」は「パンパニト」に、返礼代わりに獲物があることを知らせ、「パンパニト」はこれによって輸送船「永福丸」（日本郵船、3,520トン）を撃沈することができた。「ガヴィナ」自身は2月20日朝に北緯11度55分 東経109度20分 / 北緯11.917度 東経109.333度のインドシナ半島パダラン岬沖で、これも南号作戦参加船団であるヒ90船団を発見。魚雷を4本発射し、タンカー「永洋丸」（日本油槽船、8,673トン）の右舷側に命中させてこれを撃沈したが、直後から7時間にわたって、哨戒機と護衛艦に98発もの爆雷や対潜爆弾を投下され、「ガヴィナ」は深度40mの海底でじっとしてる他はなかった。しかし、幸運にも大きな被害を受けなかった。3月5日、42日間の行動を終えてスービック湾に帰投した。
3月21日、「ガヴィナ」は6回目の哨戒で「ロック (USS Rock, SS-274) 」および「コビア (USS Cobia, SS-245) 」「ブレニー」とウルフパックを構成し南シナ海に向かった。このころには哨戒海域に日本の船舶の姿はほとんどなく、3月27日に北緯11度33分 東経109度10分 / 北緯11.550度 東経109.167度の地点で遠方に輸送船団を発見したのと、4月5日に北緯10度26分 東経110度42分 / 北緯10.433度 東経110.700度の地点で病院船「高砂丸」（大阪商船、9,315トン）を発見したぐらいだった。ほかに、3月28日にB-25の乗員5名を救助した。しかし、この哨戒での攻撃の機会は一度もなかった。5月8日、ガヴィナは48日間の行動を終えて真珠湾に帰投。ガヴィナは西海岸に回航されてオーバーホールに入った。オーバーホール終了後、8月6日に真珠湾に向かったが、途中で終戦を迎えて引き返し、メア・アイランド海軍造船所にて現役のまま保管された。

### 戦後・潜水タンカー

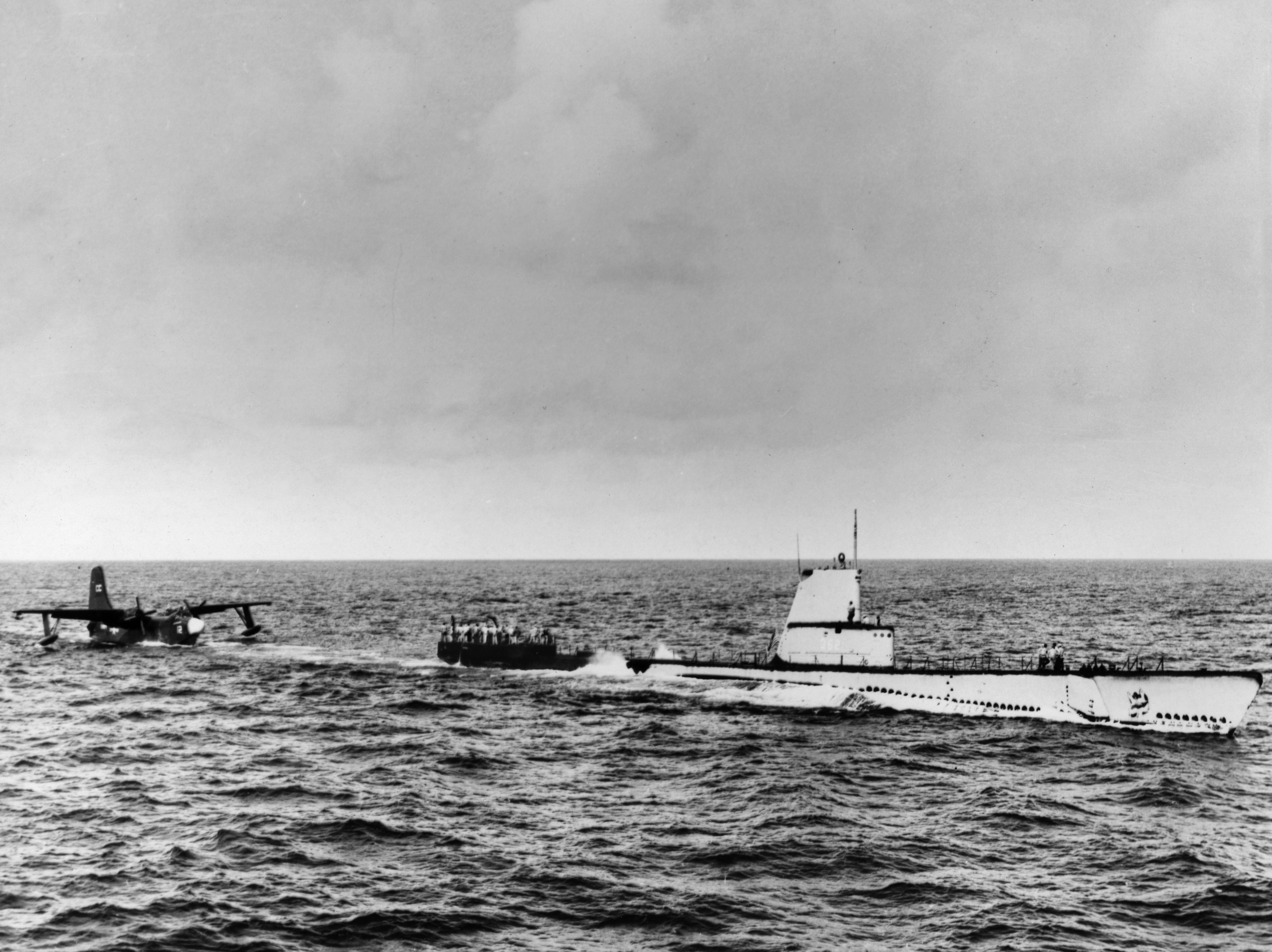
P5M マーリン に給油を行う「ガヴィナ」、1955年。 P6M ジェット飛行艇に給油を行う計画のため、「ガヴィナ」は160,000ガロンの燃料を運搬できるよう改修された。

1949年3月から、「ガヴィナ」はメア・アイランド海軍造船所で広範囲オーバーホール及び給油潜水艦への転換が行われ、シュノーケルの装着が行われた。1950年2月1日に SSO-362 （給油潜水艦）として再就役し、西海岸沿いでの作戦活動の後、バルボアとサンフアンを経由して8月25日にノーフォークに到着した。ノーフォークでの活動の後フィラデルフィアでオーバーホールを行い、1951年1月29日に新たな母港のキーウェストに到着した。以後、キーウェストを拠点として主にメキシコ湾とフロリダ海峡で活動を行い、カリブ海や東海岸、ノバスコシアへ巡航し水上機や他の潜水艦に給油試験を行った。1952年4月18日から7月26日までフィラデルフィアでオーバーホールを行った後、AGSS-362 （実験潜水艦）に再び艦種変更される。その後2年にわたって東海岸沿いに活動し、フィラデルフィアで広範囲に及ぶオーバーホールが行われた。燃料補給を支援するため後部魚雷室の上に大きなプラットホームが取り付けられ、それは「フライトデッキ」とあだ名された。その後、1956年1月に飛行艇への給油実験が行われる。最初の2週間の試験期間後、1956年の大半を通じて様々な水上飛行機に給油試験を行った。その後、9月18日にチャールストンを出航し地中海に向かう。地中海の第6艦隊第56偵察部隊で2ヶ月間の配備後、12月1日にキーウェストに帰投し、チャールストンでオーバーホールが行われた。オーバーホールの完了後1957年7月13日に AOSS-362 （潜水タンカー）に艦種変更された「ガヴィナ」は、主としてカリブ海で様々な潜水艦及び水上機への給油試験を再開した。さらにニューロンドンからバーミューダの海域で対潜訓練及び様々な平時訓練任務に従事した。
「ガヴィナ」は1959年1月4日にチャールストン海軍工廠入りし、3月27日に退役、そのまま保管される。その後第5海軍区の予備役訓練艦に指定され、1967年6月30日に除籍されるまで訓練任務に従事した。1967年11月14日にバージニア州ヘンリー岬沖で、標的艦として「キューベラ (USS Cubera, SS-347) 」の雷撃により沈められた。
「ガヴィナ」は第二次世界大戦の戦功で5個の従軍星章を受章した。